# Lech Konstanty Szymański
Lech Konstanty Szymański, ps. konspiracyjny „Świderski”, w Brazylii posługiwał się imionami Constantino Leszek  (ur. 1 sierpnia 1915 w Araucárii, zm. 20 stycznia 1999 w Cascavel) – polski lekarz oftalmolog.

## Życiorys
Syn okulisty i polityka Juliana Szymańskiego. Urodził się w Brazylii i w 1920 powrócił z rodzicami do Polski. Absolwent Państwowego Gimnazujum im. Tadeusza Reytana w Warszawie (1934). W latach 1934–1939 studiował medycynę, początkowo w Wilnie, następnie na Wydziale Lekarskim Uniwersytetu Warszawskiego.
W okresie okupacji niemieckiej pracował jako lekarz w Szpitalu Maltańskim i Klinice Ocznej Uniwersytetu Warszawskiego. Działał w konspiracji w Okręgu Warszawskim Armii Krajowej jako podporucznik czasu wojny. Brał udział w powstaniu warszawskim, asystował jako lekarz w szpitalu przy ul. Złotej i w szpitalu polowym w dawnej Klinice Położniczo-Chirurgicznej dr. Henryka Webera przy ul. Chmielnej 34. Od kwietnia 1944 do 1947 pracował w Polsce jako lekarz okulista. W październiku 1947 wyemigrował do Brazylii, pracował jako oftalmolog i szef chirurgii okulistycznej w São Paulo. W 1971 przeprowadził się wraz z rodziną do Cascavel w stanie Parana, gdzie otworzył klinikę okulistyczną. Miał syna, Jacka Szymanskiego, również lekarza pracującego w Brazylii.

## Odznaczenia
- Warszawski Krzyż Powstańczy (1983)[1]
- Odznaka „Weteran Walk o Wolność i Niepodległość Ojczyzny” (1995)[1]